# エディ・ホッジス
エディ・ホッジス（Eddie Hodges、1947年3月5日 - ）は、アメリカ合衆国の元子役、歌手である。『恋の売り込み（I'm Gonna Knock on Your Door）』のヒットで知られる。芸能界引退後は心理カウンセラーに転身した。

## 略歴
1947年、ミシシッピ州ハティスバーグで生まれる。
1952年、ニューヨークに移り住み、1953年から子役活動を始める。
1957年、ブロードウェイ・ミュージカル『The Music Man』のウィンスロップ役で舞台デビューをする。同作品でシアターワールド賞を受賞する。
1959年、フランク・キャプラ監督、フランク・シナトラ主演『波も涙も暖かい（A Hole in the Head）』でシナトラの息子役を演じ、映画デビューをする。
1960年、主演映画『ハックルベリー・フィンの冒険』（MGM製作、マーク・トウェイン原作、マイケル・カーティス監督）が公開され、大ヒットを記録する。
1961年、ケイデンス・レコードからアイズレー・ブラザーズのカバー『I'm Gonna Knock on Your Door（恋の売り込み）』を発売し、全米12位を記録する。
1962年、エヴァリー・ブラザースのカバー『(Girls, Girls, Girls) Made To Love』が全米14位を記録する。
1963年、ケイト・ダグラス・ウィギン原作、ヘイリー・ミルズ主演の映画『夏の魔術（Summer Magic）』（ウォルト・ディズニー・スタジオ製作）に出演する。
1967年、映画『最高にしあわせ（Happiest Millionaire）』（ウォルト・ディズニー・スタジオ製作）に出演する。
1968年、エルビス・プレスリー主演映画『バギー万才!!（Live a Little、Love a Little）』に出演する。
徴兵（非戦闘地域に配属）された後に芸能界を引退し、南ミシシッピ大学で心理学を学び、心理カウンセラーとなる。
2005年、ハリケーン・カトリーナの被害に遭う。